# Regering-Rajoy II
De regering-Rajoy II, in het eerste deel van de twaalfde legislatuur tussen 3 november 2016 en 2 juni 2018, bestond uit ministers die door premier Mariano Rajoy Brey in zijn ministerraad benoemd waren, nadat zijn partij, de conservatieve PP, de parlementsverkiezingen van 2016 gewonnen hadden. Op 1 juni 2018 werd deze regering middels een motie van wantrouwen door het Congres van Afgevaardigden ontslagen, en vervangen door een ministerraad benoemd door Pedro Sánchez (de regering-Sánchez), als diens socialistische partij de PSOE de macht overneemt. Deze machtswissel werd effectief op 2 juni 2018, dag waarop de wissel bekend werd gemaakt in het BOE. Sánchez zet in eerste instantie de twaalfde legislatuur voort, zonder nieuwe verkiezingen uit te schrijven.  

## Regering–Rajoy II (2016–2018)
| Ambtsbekleder                                     | Ambtsbekleder              | Ambtsbekleder                     | Functie                                           | Ambtstermijn      | Ambtstermijn | Partij |
| ------------------------------------------------- | -------------------------- | --------------------------------- | ------------------------------------------------- | ----------------- | ------------ | ------ |
|                                                   | José María Aznar           | Mariano Rajoy (1955)              | Premier                                           | 21 december 2011  | 1 juni 2018  | PP     |
|                                                   | Soraya Sáenz de Santamaría | Soraya Sáenz de Santamaría (1971) | Vicepremier                                       | 21 december 2011  | 1 juni 2018  | O      |
| Minister van het Presidentschap                   | Soraya Sáenz de Santamaría | Soraya Sáenz de Santamaría (1971) |                                                   | 21 december 2011  | 1 juni 2018  | O      |
| Minister van Regionale Zaken en Publieke Diensten | Soraya Sáenz de Santamaría | Soraya Sáenz de Santamaría (1971) | 4 november 2016                                   |                   | 1 juni 2018  | O      |
|                                                   | Juan Ignacio Zoido         | Juan Ignacio Zoido (1957)         | Minister van Binnenlandse Zaken                   | 4 november 2016   | 1 juni 2018  | PP     |
|                                                   | Alfonso Dastis             | Alfonso Dastis (1955)             | Minister van Buitenlandse Zaken                   | 4 november 2016   | 1 juni 2018  | O      |
|                                                   | Cristóbal Montoro          | Cristóbal Montoro (1950)          | Minister van Financiën                            | 21 december 2011  | 1 juni 2018  | PP     |
|                                                   | Rafael Catalá              | Rafael Catalá (1961)              | Minister van Justitie                             | 30 september 2014 | 1 juni 2018  | PP     |
|                                                   | Luis de Guindos            | Luis de Guindos (1960)            | Minister van Economische Zaken                    | 21 december 2011  | 8 maart 2018 | O      |
| Minister van Industrie, Handel en Toerisme        | Luis de Guindos            | Luis de Guindos (1960)            | 16 april 2016                                     |                   | 8 maart 2018 | O      |
|                                                   | Román Escolano             | Román Escolano (1965)             | Minister van Economische Zaken                    | 8 maart 2018      | 1 juni 2018  | O      |
| Minister van Industrie en Handel                  | Román Escolano             | Román Escolano (1965)             |                                                   | 8 maart 2018      | 1 juni 2018  | O      |
|                                                   | María Dolores de Cospedal  | María Dolores de Cospedal (1965)  | Minister van Defensie                             | 4 november 2016   | 1 juni 2018  | PP     |
|                                                   | Dolors Montserrat          | Dolors Montserrat (1973)          | Minister van Volksgezondheid                      | 4 november 2016   | 1 juni 2018  | PP     |
|                                                   | Fátima Báñez               | Fátima Báñez (1967)               | Minister van Arbeid en Sociale Zaken              | 21 december 2011  | 1 juni 2018  | PP     |
|                                                   | Iñigo Méndez de Vigo       | Iñigo Méndez de Vigo (1956)       | Minister van Onderwijs, Cultuur en Sport          | 25 juni 2015      | 1 juni 2018  | PP     |
| Regerings- woordvoerder                           | Iñigo Méndez de Vigo       | Iñigo Méndez de Vigo (1956)       | 4 november 2016                                   |                   | 1 juni 2018  | PP     |
|                                                   | Íñigo de la Serna          | Íñigo de la Serna (1971)          | Minister van Infrastructuur                       | 4 november 2016   | 1 juni 2018  | PP     |
|                                                   | Isabel García Tejerina     | Isabel García Tejerina (1968)     | Minister van Landbouw en Milieu                   | 28 april 2014     | 1 juni 2018  | PP     |
|                                                   | Álvaro Nadal               | Álvaro Nadal (1970)               | Minister voor Energie, Toerisme en Digitale Zaken | 4 november 2016   | 1 juni 2018  | PP     |